# Skerries

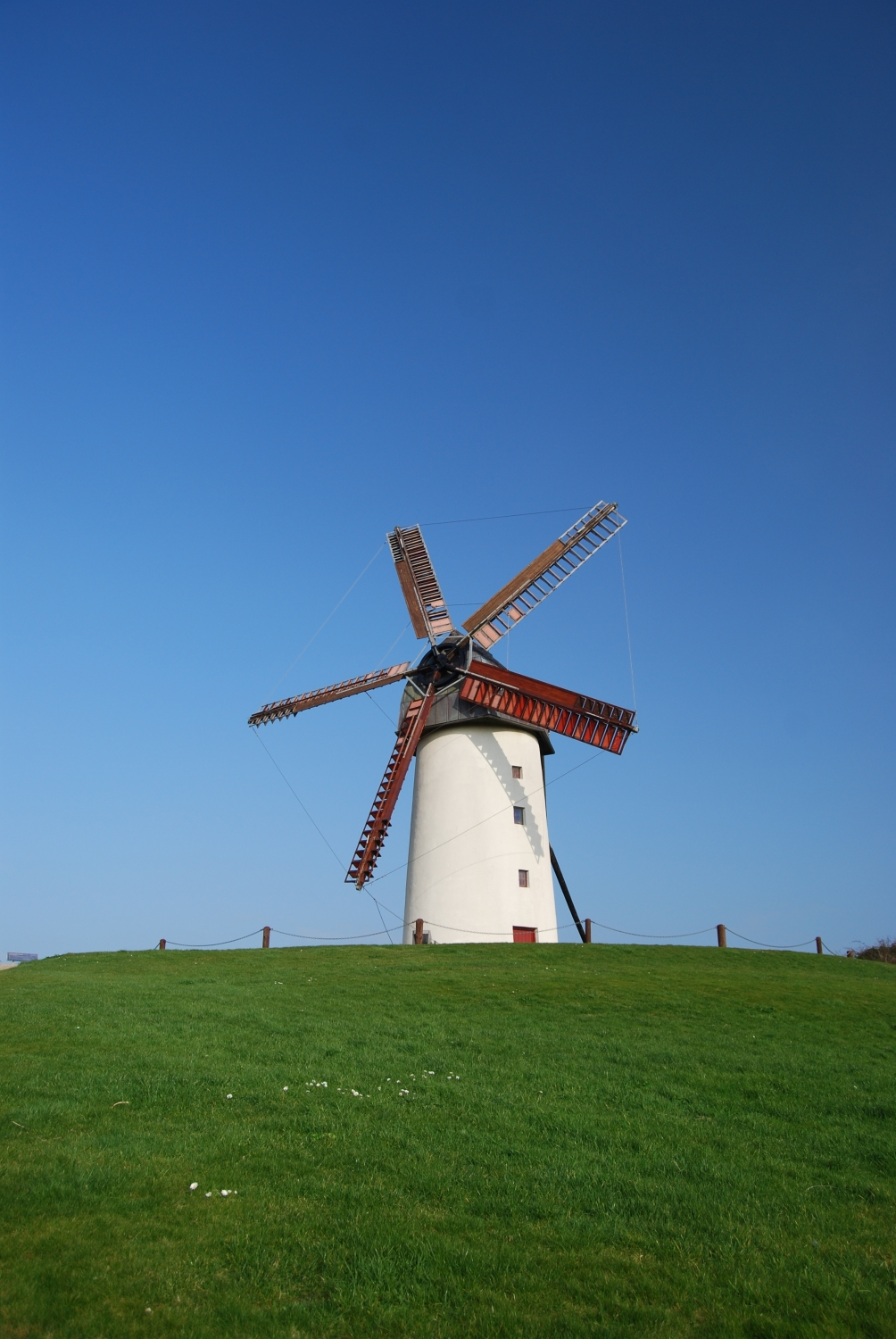
Skerries väderkvarn

Skerries  (iriska Na Sceirí, ett lånord från norska som betyder Skären) är ett samhälle i den norra delen av det traditionella grevskapet Dublin, Irland. Administrativt tillhör Skerries Fingal. 2011 hade samhället 9 671 invånare.
Skerries ligger vid kusten och har historiskt varit en livlig fiskehamn. Även idag finns många mindre fiskebåtar i hamnen, men orten har också blivit ett utflyktsmål för turister och invånare i Dublin som söker sig hit för avkoppling och för Skerries närhet till havet.
Skerries har fem öar utanför sin kust, något som gett samhället dess namn. Dessa öar är Shenick Island, St Patrick's Island, Colt Island och Rockabill. Den sista är egentligen två öar, skilda åt av en smal kanal. Där finns också Red Island, som trots sitt namn inte är en ö, utan en stenig udde ansluten till fastlandet genom en sandbank.
Rockabill ligger längst bort från samhället och på ön finns en fyr från 1860. På Shenick Island finns ett martellotorn, liksom även på Red Island. St Patrick's Island har fått sitt namn eftersom det sägs att Irlands skyddshelgon St Patrick en gång landsteg här. St Patrick's Island är också lokalt känd som Church Island.
Själva samhället är uppbyggt kring två långa gator, Strand Street och Church Street. Den nuvarande kyrkan i Skerries på Church Street är från 1932 och har ersatt en tidigare kyrka från 1832. Skerries är också känt för sina kvarnar, och en vattenkvarn och en väderkvarn har genomgått restaurering och hålls i drift på gammalt vis. Vid vattenkvarnen finns ett turistcenter med café och försäljning av lokala hantverksprodukter.